# Song Weilong
Song Weilong (chinesisch 宋伟龙, * 9. Dezember 1989 in Shenyang) ist ein ehemaliger chinesischer Shorttracker.

## Werdegang
Song nahm zu Beginn der Saison 2007/08 in Harbin erstmals am Weltcup teil, wobei er die Plätze 12 und sieben über 1500 m errang. Im weiteren Saisonverlauf erreichte er in der Staffel mit dem dritten Platz in Kōbe und dem zweiten Rang in Salt Lake City seine ersten Podestplatzierungen im Weltcup. Bei den Weltmeisterschaften 2008 in Gangneung wurde er Achter über 1000 m und bei den Teamweltmeisterschaften 2008 in Harbin Vierter. In der folgenden Saison errang im Weltcup mit der Staffel zweimal den dritten sowie einmal den zweiten Platz und holte in Dresden seinen ersten Weltcupsieg. Bei den Weltmeisterschaften 2009 in Wien gewann er die Silbermedaille mit der Staffel. Zudem wurde er bei den Teamweltmeisterschaften 2009 in Heerenveen Vierter. In der Saison 2009/10 erreichte er mit zwei Top-Zehn-Platzierungen den siebten Platz im Gesamtweltcup über 1500 m. Außerdem errang er im Weltcup mit der Staffel zweimal den dritten Platz und einmal den zweiten Platz. Beim Saisonhöhepunkt, den Olympischen Winterspielen 2010 in Vancouver, belegte er den 33. Platz über 1500 m und den vierten Rang mit der Staffel.
Nach den Plätzen 17 und zehn in Montreal zu Beginn der Saison 2010/11, kam Song im Weltcup siebenmal unter den ersten Zehn. Dabei erreichte er mit dem zweiten Platz über 1500 m in Shanghai seine erste Podestplatzierung im Einzel und in Dresden über 1000 m seinen einzigen Einzelsieg im Weltcup. Bei den Weltmeisterschaften 2011 in Sheffield belegte er den 12. Platz über 500 m, den neunten Rang über 1000 m und den vierten Platz über 1500 m. Zudem gewann er bei den Teamweltmeisterschaften 2011 in Warschau die Silbermedaille und bei den Winter-Asienspielen 2011 in Astana die Goldmedaille über 1000 m. Die Saison beendete er auf dem siebten Platz im Gesamtweltcup über 1000 m und auf dem sechsten Rang im Gesamtweltcup über 1500 m. In der Saison 2011/12 wurde er mit drei vierten Plätzen erneut Siebter im Gesamtweltcup über 1500 m. Außerdem siegte er in Nagoya sowie in Shanghai mit der Staffel und kam in Moskau auf den dritten Platz mit der Staffel.

## Erfolge

### Olympische Spiele
- 2010 Vancouver: 4. Platz Staffel, 33. Platz 1500 m

### Shorttrack-Weltmeisterschaften
- 2008 Gangneung: 8. Platz 1000 m
- 2009 Wien: 2. Platz Staffel
- 2011 Sheffield: 4. Platz 1500 m, 9. Platz 1000 m, 12. Platz 500 m

### Team-Weltmeisterschaften
- 2008 Harbin: 4. Platz
- 2009 Heerenveen: 4. Platz
- 2011 Warschau: 2. Platz

### Winterasienspiele
- 2011 Astana: 1. Platz 1000 m

### Weltcupsiege

#### Weltcupsiege im Einzel
| Nr. | Datum            | Ort     | Disziplin |
| --- | ---------------- | ------- | --------- |
| 1.  | 19. Februar 2011 | Dresden | 1000 m    |

#### Weltcupsiege mit der Staffel
| Nr. | Datum             | Ort        |
| --- | ----------------- | ---------- |
| 1.  | 15. Februar 2009  | Dresden 1  |
| 2.  | 4. Dezember 2011  | Nagoya 2   |
| 3.  | 11. Dezember 2011 | Shanghai 2 |

## Persönliche Bestleistungen
| Disziplin | Zeit         | Datum             | Ort      |
| --------- | ------------ | ----------------- | -------- |
| 500 m     | 42,321 s     | 7. März 2009      | Wien     |
| 1000 m    | 1:24,912 min | 19. Februar 2011  | Dresden  |
| 1500 m    | 2:09,995 min | 10. Dezember 2011 | Shanghai |
| 3000 m    | 5:00,263 min | 19. März 2011     | Warschau |